# Nikołaj Szatalin
Nikołaj Nikołajewicz Szatalin (ros. Никола́й Никола́евич Шата́лин, ur. 16 grudnia 1904 we wsi Czerniewo w powiecie zarajskim, zm. 3 czerwca 1984 w Moskwie) – radziecki działacz partyjny i państwowy.
1920-1923 służył w Armii Czerwonej. 1922-1927 działacz Komsomołu. Od 1925 w WKP(b), 1928-1929 dyrektor szkoły, 1933 ukończył Państwowy Instytut Pedagogiczny im. Lenina w Moskwie, po czym został szefem wydziału politycznego władz sowchozu, od 1935 ponownie nauczyciel. 1938-1944 w aparacie KC WKP(b), instruktor, zastępca kierownika wydziału zarządzania organami partyjnymi. 21 III 1939 - 5 X 1952 członek Centralnej Komisji Rewizyjnej WKP(b), 31 III 1939 - 11 XI 1944 I zastępca kierownika Wydziału Kadr KC WKP(b), 1944-1946 przewodniczący Biura KC WKP(b) ds. Estonii i Łotwy, 1946-1947 inspektor KC WKP(b). 1947 redaktor naczelny pisma "Życie Partii", VI 1950 - 8 IV 1953 kierownik Wydziału Planowo-Handlowo-Finansowego KC WKP(b)/KPZR, 14 X 1952 - 14 III 1953 kandydat na członka KC KPZR, 1953 I zastępca ministra spraw wewnętrznych ZSRR, 5 III 1953 - 8 III 1955 sekretarz KC KPZR, 14 III 1953 - 14 II 1956 członek KC KPZR, III 1955 - I 1956 I sekretarz Komitetu KPZR w Kraju Nadmorskim. 1956-1957 zastępca ministra kontroli państwowej ZSRR, 1958-1960 członek Komisji Radzieckiej Kontroli Rady Ministrów ZSRR. Deputowany do Rady Najwyższej ZSRR 4 kadencji. 16 XII 1954 odznaczony Orderem Lenina. Od 1960 na emeryturze.